# آرنولد واندرلید
آرنولد واندرلید (هلندی: Arnold Vanderlyde؛ زادهٔ ۲۴ ژانویهٔ ۱۹۶۳) بوکسور اهل هلند است.